# 博蓋利亞市場
博蓋利亞市場（La Boqueria）是西班牙加泰羅尼亞巴塞罗那的一個農產品市場，靠近蘭布拉大道。該市場的歷史起源於1217年的肉市場。1840年，市場正式開設。1914年，市場增設了金屬屋頂。

## 外部連結
- Mercat de la Boqueria （页面存档备份，存于）

41°22′55″N 2°10′19″E / 41.38194°N 2.17194°E